# Shirley Stricklandová
Shirley Barbara Stricklandová, později známá jako Shirley Strickland de la Hunty (18. července 1925 Northam, Západní Austrálie – 11. února 2004 Perth) byla australská atletka, sprinterka, trojnásobná olympijská vítězka.

## Sportovní kariéra
Pocházela z Northamu v Západní Austrálii, studovala na Západoaustralské univerzitě. První velké úspěchy se dostavily v roce 1948. Zvítězila na mistrovství Austrálie v běhu na 80 metrů překážek. Na olympiádě v Londýně pak získala stříbrnou medaili ve štafetě na 4 x 100 metrů a bronzové medaile v běhu na 80 metrů překážek (v čase 11,4) a v běhu na 100 metrů (12,2). Na následující olympiádě v Helsinkách v roce 1952 zvítězila v běhu na 80 metrů překážek v novém světovém rekordu 10,9. Bronzovou medaili získala v běhu na 100 metrů (v čase 11,9). V roce 1955 vytvořila nový světový rekord v běhu na 100 metrů časem 11,3 sekundy. Na olympiádě v Melbourne v roce 1956 obhájila olympijské zlato v běhu na 80 metrů překážek, když vytvořila nový olympijský rekord 10,7. Byla rovněž členkou vítězné štafety v běhu na 4 x 100 metrů.
Během tří olympijských startů v letech 1948 až 1956 startovala v 26 bězích (rozbězích, semifinále a v 9 finálových startech). Získala celkem 7 olympijských medailí (3 zlaté, jednou stříbrnou a 3 bronzové), více než jakýkoliv jiný australský běžec.
Po skončení sportovní kariéry působila jako funkcionářka australských olympijských výprav v Mexiku v roce 1968 a v Montrealu v roce 1976.